# Boardman House (Massachusetts)
Das Boardman House, auch als Scotch House, Scotch-Boardman House oder Bennett-Boardman House bezeichnet, ist ein historisches Gebäude in Saugus im US-Bundesstaat Massachusetts. Das um das Jahr 1692 errichtete Haus ist eines der beiden letzten erhaltenen Gebäude der First Period in der Stadt. Boardman House wurde im November 1961 als National Historic Landmark gekennzeichnet und im Oktober 1966 in das National Register of Historic Places aufgenommen.
Das Boardman House gilt als typischer Vertreter der Saltbox-Architektur (deutsch Salzbox) der Kolonialzeit in Neuengland.

## Geschichte
William Boardman kaufte 1686 ein etwa 300 Hektar großes Stück Farmland in Saugus, auf dem sich wahrscheinlich auch ein Gebäude, nämlich das ursprüngliche Scotch House, befand. Dendrochronologische Untersuchungen datieren die Bauzeit des Boardman House, welches William für sich und seine Familie als Wohngebäude errichtete, auf das Jahr 1692. In den folgenden Jahren wurden eine zusätzliche Küche und ein Anbau zur Erweiterung der Räumlichkeiten errichtet. William Boardman starb 1696, das Haus ging in den Besitz seines Sohnes über. Da dieser eine große Familie hatte, wurde das Haus 1731 erneut um- und ausgebaut. In der Mitte des 19. Jahrhunderts begannen die Nachfahren Boardmans, einen Großteil des Farmlands zu verkaufen. Das Haus selbst blieb bis 1911 in Familienbesitz. Es wurde zunächst an Jakob B. Wilbur, später durch diesen an Clemento D'Andria verkauft.
Der Gründer von Historic New England, William Sumner Appleton, erwarb 1914 das Anwesen im Namen der Gesellschaft, da er dessen historischen Wert und die Schutzwürdigkeit erkannt hatte. Das Haus wurde mit Hilfe von Architekten und Historikern umfassend saniert und annähernd in seinen Originalzustand zurückversetzt. Boardman House ist bis heute in Besitz der Gesellschaft und wird regelmäßig für Besucher geöffnet.

## Sonstiges
Die alternativen Bezeichnungen „Scotch“ und „Bennett“ beruhen auf einem geschichtlichen Irrtum. Der englische Siedler Samuel Bennett kaufte 1648 das Land, das später William Boardman erwerben würde. In Europa ging zu dieser Zeit der Englische Bürgerkrieg dem Ende entgegen. Oliver Cromwell führte im Jahr 1650 die Schlacht bei Dunbar, in deren Verlauf zahlreiche schottische Soldaten gefangen genommen und zur Strafarbeit in die amerikanischen Kolonien verbracht wurden. Etwa 60 dieser schottischen Gefangenen arbeiteten ab 1650 in den Eisenhütten in Saugus. Für diese wurde auf Bennetts Land ein Wohngebäude errichtet, welches Scotch House genannt wurde und sich in der Nähe des Standorts des heutigen Boardman House befand. Durch ungenaue Urkunden und Landkarten sowie das annähernd gleiche Alter der Gebäude wurde bis in die 1950er Jahre das Boardman House in vielen Aufzeichnungen fälschlicherweise als Scotch House bezeichnet, da man von ein und demselben Gebäude ausging. Das eigentliche Scotch House wurde 1678 letztmals erwähnt und existiert heute nicht mehr.